# Paral·lel 40° sud
El paral·lel 40° sud és una línia de latitud que es troba a 40 graus sud de la línia equatorial terrestre. Travessa l'oceà Atlàntic, l'Oceà Índic, l'Australàsia, l'Oceà Pacífic i Amèrica del Sud.
El 21 de juny de 2018, el sol és a 26,17° al cel i a 73,83° el 21 de desembre, a l'illa de King (Tasmània), que es troba prop del paral·lel 40° sud.

## Geografia
En el sistema geodèsic WGS84, al nivell de 40° de latitud sud, un grau de longitud equival a 85,394 km; la longitud total del paral·lel és de 30.742 km, que és aproximadament 77,0% de la de l'equador, del que es troba a 4.430 km i a 5.572 km del pol Sud

## Arreu del món
A partir del Meridià de Greenwich i cap a l'est, el paral·lel 40° sud passa per: 
| Coordenades                               | País. Territori o mar | Notes                                                                                          |
| ----------------------------------------- | --------------------- | ---------------------------------------------------------------------------------------------- |
| 40° 0′ S, 0° 0′ E / 40.000°S,0.000°E      | Oceà Atlàntic         |                                                                                                |
| 40° 0′ S, 20° 0′ E / 40.000°S,20.000°E    | Oceà Índic            |                                                                                                |
| 40° 0′ S, 143° 53′ E / 40.000°S,143.883°E | Austràlia             | Tasmània – Illa de King                                                                        |
| 40° 0′ S, 144° 7′ E / 40.000°S,144.117°E  | Estret de Bass        |                                                                                                |
| 40° 0′ S, 147° 53′ E / 40.000°S,147.883°E | Austràlia             | Tasmània – Illa Flinders                                                                       |
| 40° 0′ S, 148° 17′ E / 40.000°S,148.283°E | Oceà Pacífic          | Mar de Tasmània                                                                                |
| 40° 0′ S, 175° 3′ E / 40.000°S,175.050°E  | Nova Zelanda          | Illa del Nord                                                                                  |
| 40° 0′ S, 176° 54′ E / 40.000°S,176.900°E | Oceà Pacífic          |                                                                                                |
| 40° 0′ S, 73° 42′ O / 40.000°S,73.700°O   | Xile                  | Regió de Los Ríos – passa a través de Punta Galera (a 40° 0′ S, 73° 42′ O / 40.000°S,73.700°O) |
| 40° 0′ S, 71° 40′ O / 40.000°S,71.667°O   | Argentina             | Província del Neuquén Província de Río Negro Província de Buenos Aires                         |
| 40° 0′ S, 62° 20′ O / 40.000°S,62.333°O   | Oceà Atlàntic         |                                                                                                |